# Søre Franklinbreen
De Søre Franklinbreen is een gletsjer op het eiland Nordaustlandet, dat deel uitmaakt van de Noorse eilandengroep Spitsbergen.
De gletsjer is vernoemd naar Britse marineofficier en ontdekkingsreiziger John Franklin (1786-1847), en Søre betekent zuidelijk.

## Geografie
De gletsjer ligt in het westen van Gustav-V-land en is ongeveer zuidoost-noordwest georiënteerd. Hij komt vanaf de ijskap Vestfonna en hij mondt via het Lady Franklinfjorden uit in de Noordelijke IJszee.
Op meer dan tien kilometer naar het zuidwesten ligt de gletsjer Backabreen en op ongeveer twee kilometer noordelijker ligt de gletsjer Nordre Franklinbreen. Deze laatste komt ook uit in het Lady Franklinfjorden.